# Costanzio Barcella
Costanzio Barcella, impropriamente chiamato Costanzo (Seriate, 23 marzo 1965) è un ex calciatore italiano, di ruolo difensore.

## Carriera
Barcella, difensore arcigno e spesso scorretto dal possente fisico, cresce nelle giovanili dell'Atalanta, squadra della sua città, che lo manda a fare esperienza alla Civitanovese in Serie C2 prima, e alla Virescit Boccaleone in Serie C1 poi.
Torna quindi a Bergamo, dove ha la possibilità di esordire in Serie A. Diventa un punto fermo nella difesa neroazzurra per quattro stagioni (delle quali tre nella massima serie), fino alla sua cessione al Cesena.
Nella città romagnola disputa quattro campionati, dei quali tre in Serie B, fino a concludere la sua carriera professionistica nella Maceratese in C2.

## Palmarès
- Campionato italiano di Serie B: 1

Atalanta: 1983-1984
- Coppa Italia Serie C: 1

Virescit Boccaleone: 1985-1986